# Agrisius japonicus
Agrisius japonicus är en fjärilsart som beskrevs av John Henry Leech 1888. Agrisius japonicus ingår i släktet Agrisius och familjen björnspinnare. Inga underarter finns listade i Catalogue of Life.